# Kirkkojärvi (sjö i Finland, Satakunta)
Kirkkojärvi är en sjö i Finland. Den ligger i kommunen Karvia i landskapet Satakunta, i den sydvästra delen av landet, 250 km nordväst om huvudstaden Helsingfors. Kirkkojärvi ligger 130 meter över havet. Den är 2,11 meter djup. Arean är 84,7 hektar och strandlinjen är 6,09 kilometer lång. Sjön  ingår i Karvia å huvudavrinningsområde.   I omgivningarna runt Kirkkojärvi växer i huvudsak blandskog.
Följande samhällen ligger vid Kirkkojärvi:
- Karvia (2 889 invånare)